# Pahi (rivière)
Pour les articles homonymes, voir Pahi.
La  rivière Pahi  (en anglais : Pahi River) est un cours d’eau de la région du  Northland de l’Île du Nord de la  Nouvelle-Zélande.

## Géographie
Elle s’écoule vers l’ouest à partir de son origine située au sud-ouest de la ville de Maungaturoto, et les derniers kilomètres de son parcours forment le bras supérieur, limoneux du mouillage de Kaipara Harbour. Elle constitue l’un des bras de la rivière Arapaoa, au  nord- est du réseau du mouillage de Kaipara.
(en) Land Information New Zealand, « détail emplacement: Pahi (rivière) », sur New Zealand Gazetteer